# De gevallen engel
De gevallen engel (Frans: L'Ange déchu) is een schilderij van Alexandre Cabanel uit 1847. In 1889 schonk Barthélémy Cabanel, de broer van de schilder, het werk aan het Musée Fabre in Montpellier. 

## Geschiedenis
In 1845 won Alexandre Cabanel de tweede Grand Prix de Rome, waardoor hij enkele jaren in Italië kon studeren. Tijdens zijn verblijf in de Villa Medici in Rome moest hij regelmatig schilderijen terugsturen naar Frankrijk om zijn voortgang te tonen. Het in 1847 geschilderde De gevallen engel, een onderwerp dat niet vaak voorkwam in de Franse kunst, was het tweede werk dat hij met dit doel maakte.

## Voorstelling
Het schilderij toont Lucifer, de gevallen engel, nadat hij uit de hemel is verbannen. Hij ligt op de grond, met zijn handen gekruist en tranen in zijn ogen. Uit zijn blik spreekt woede en verzet. In de lucht boven hem vliegen engelen, die de glorie van God tonen.
De gevallen engel is een romantisch werk dat Lucifer laat zien als een heroïsche figuur. Hij is een knappe, naakte jongeman met een perfect lichaam en een expressieve blik. Zijn vleugels zijn wit met blauw en goud bij de schouders, maar worden donkerder richting de uiteinden. Een doornige klimplant slingert achter zijn benen en bij zijn voeten. Het schilderij kan worden geïnterpreteerd als een weergave van de innerlijke strijd van Lucifer, verscheurd tussen woede, trots en verdriet. 
In Rome besteedde Cabanel veel aandacht aan het thema van de gevallen engel. Een jaar later maakte hij de gouache De avondengel. Op dit werk gaat de engel gekleed in een groot doek en kijkt hij van de toeschouwer weg.

## Afbeeldingen

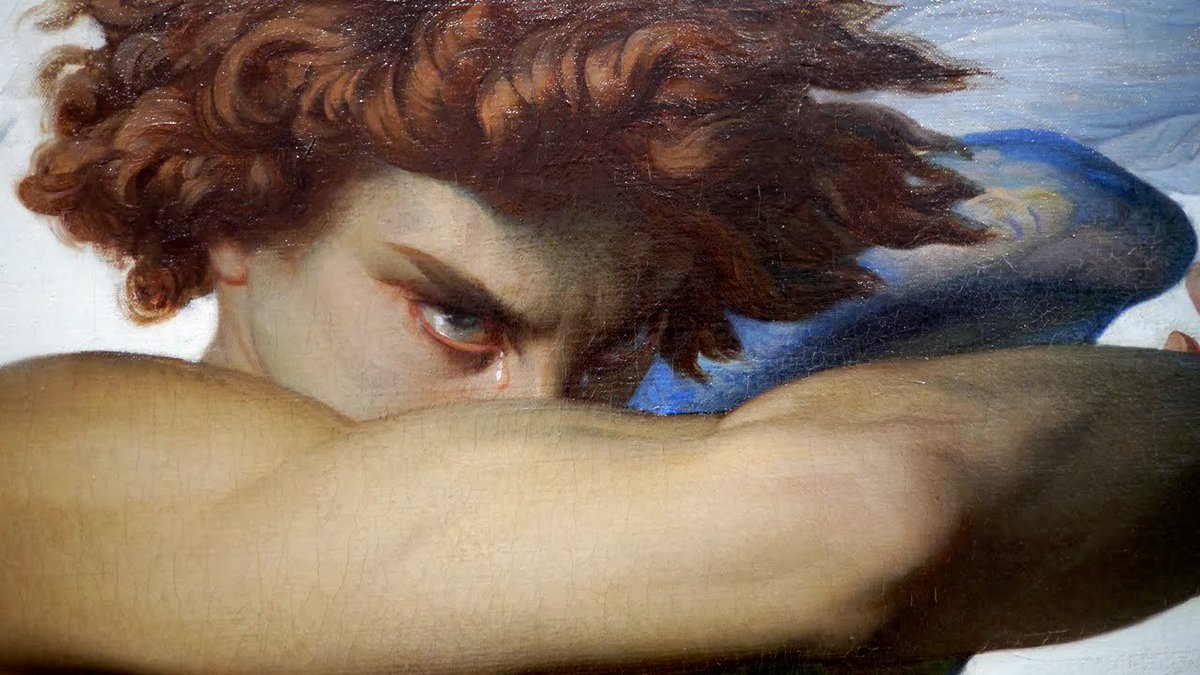
Detail
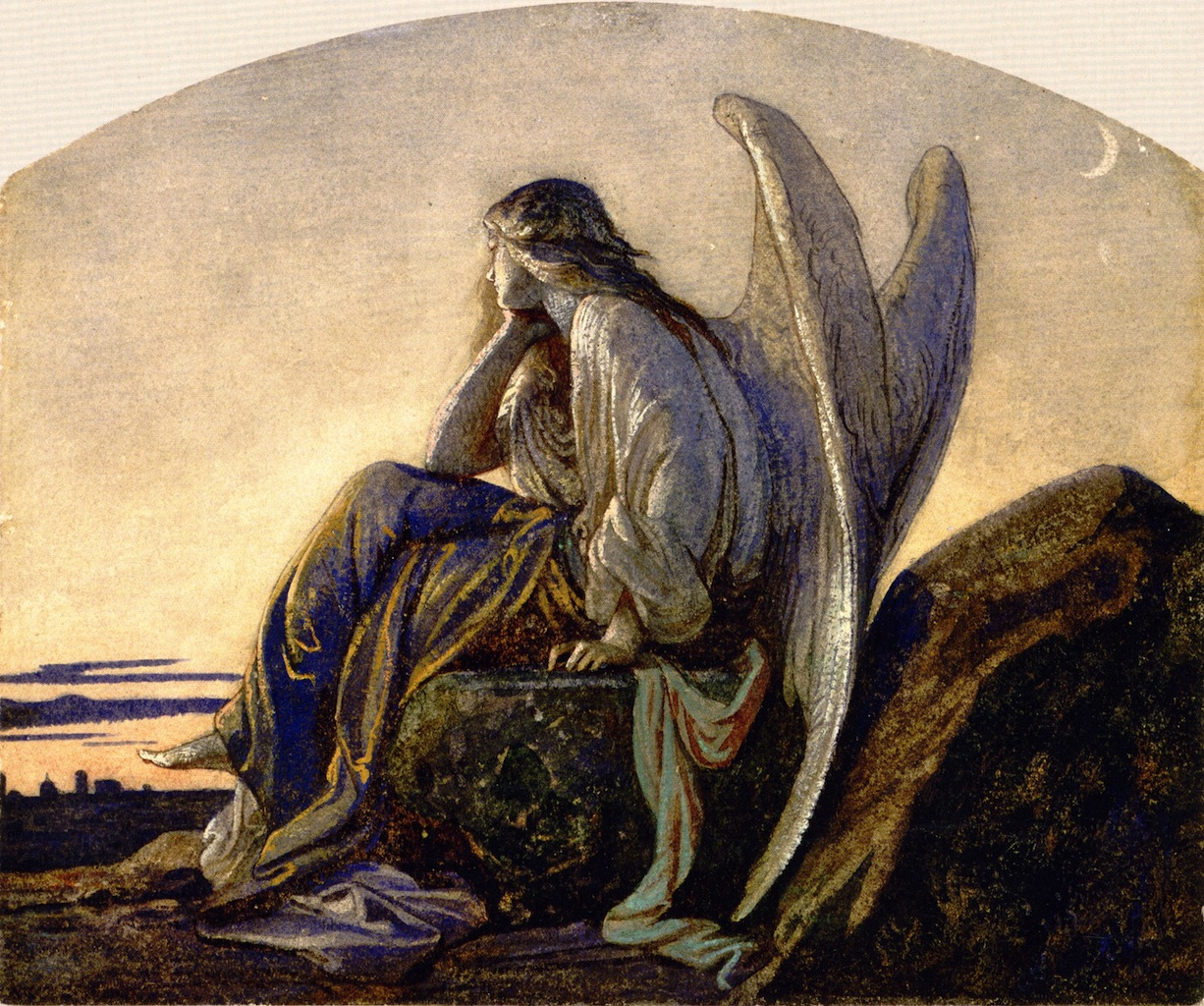
De avondengel